# Nadleśnictwo Oława
Nadleśnictwo Oława – jednostka organizacyjna Lasów Państwowych podległa Regionalnej Dyrekcji Lasów Państwowych we Wrocławiu. Siedzibą nadleśnictwa jest Oława.
Nadleśnictwo Oława położone jest na terenie województwa dolnośląskiego i opolskiego. 

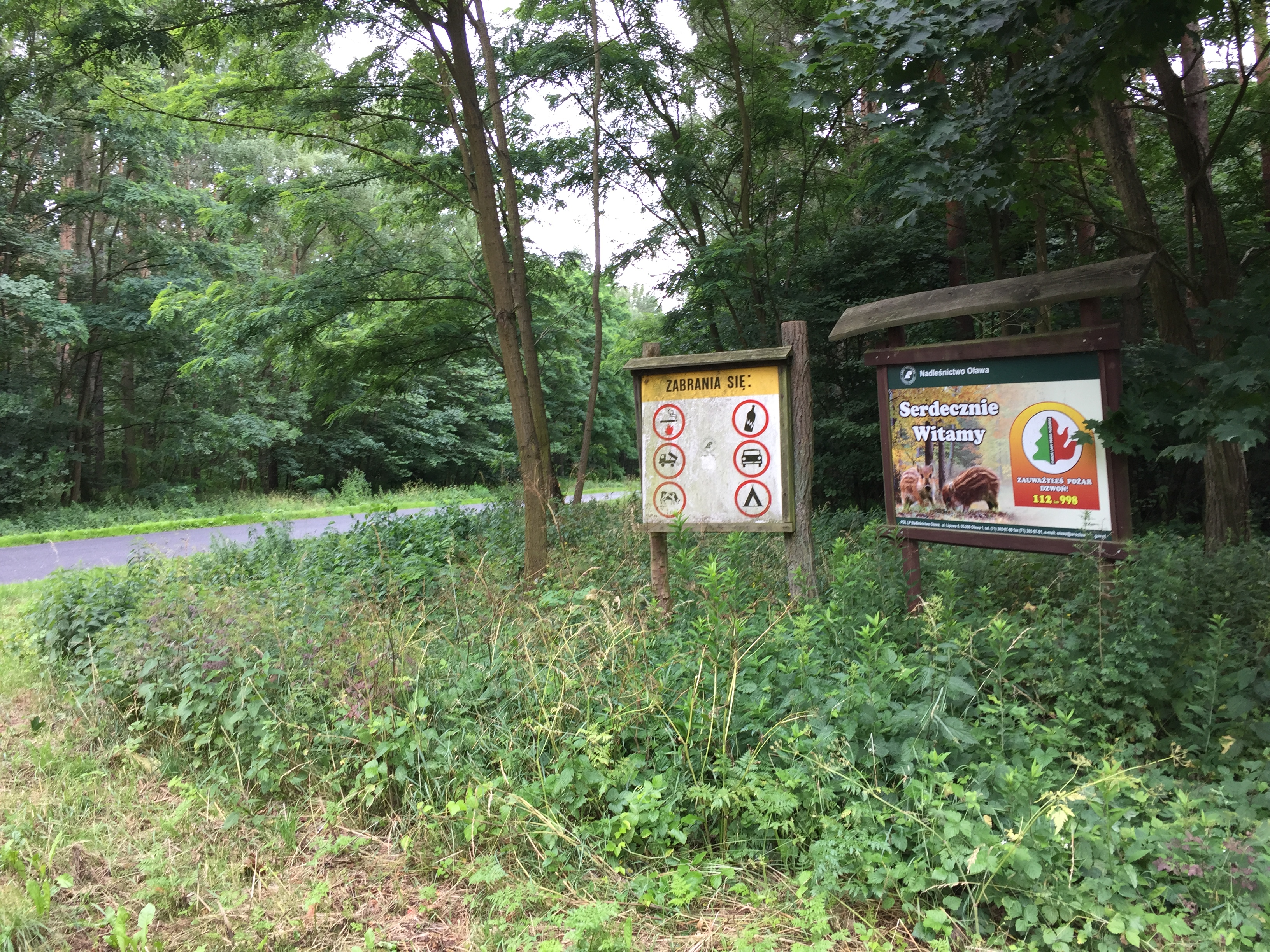
Wjazd do lasów Nadleśnictwa Oława w okolicach wsi Karwiniec w gminie Bierutów